# مدرسة الفحيحيل الهندية الخاصة
مدرسة الفحيحيل الهندية الخاصة هي مدرسة دولية خاصة تقع في الفحيحيل، الكويت. تأسست المدرسة في 11 سبتمبر 1995. تدرس جميع الفئات العمرية من الإبتدائية إلى الثانوية. المدرسة معترف بها من قبل وزارة التربية والتعليم في الكويت وهي عضو في المجلس المركزي للتعليم الثانوي للإتحاد الهندي (CBSE).

## اللغات
تجرى الدروس باللغة الإنجليزية كلغة إلزامية؛ الهندية كلغة ثانية حتى سن 12 وبعد ذلك تكون اللغة الفرنسية والهندية اختيارية. العربية يتم تدريسها كلغة ثالثة لطلاب الصف الأول حتى الصف التاسع.

## الروابط الخارجية
1. ↑  ، زاوية. نسخة محفوظة 23 ديسمبر 2015 على موقع واي باك مشين.
2. ↑  المنهج، faipskuwait. نسخة محفوظة 31 أغسطس 2015 على موقع واي باك مشين.

- «الفحيحيل الوطنية الهندية» اختتمت رحلتها لـ «ناسا» جريدة الأنباء
- مدرسة الفحيحيل الوطنية الهندية تكرم الطلبة المتفوقين برحلة إلى باريس جريدة الأنباء